# Philip Howard (kardinal)
Philip Thomas Howard, född den 21 september 1629, död den 17 juni 1694, var en engelsk kardinal, son till Henry Howard, 22:e earl av Arundel, brorson till William Howard, 1:e viscount Stafford.
Howard ingick 1645 under en resa i Italien i dominikanorden, blev 1662 hovpredikant hos Karl II:s katolska drottning, nödgades 1674 på grund av befolkningens upphetsning över hans påstådda proselytmakeri lämna England och utnämndes 1675 av påven till kardinal ("kardinalen av Norfolk"). Han var sedan mycket inflytelserik i Rom under Innocentius XI:s pontifikat.